# Matthäus Gantschnigg
Matthäus Josef Gantschnigg (* 1780; † 27. Oktober 1865 in Klagenfurt) war ein österreichischer Gutsbesitzer und Politiker.

## Leben
Gantschnigg war römisch-katholischer Konfession und heiratete Josepha, geborene von Hübner. Aus der Ehe gingen drei Söhne und drei Töchter hervor. Zwischen 1811 und 1837 war er Besitzer des Schlosses Goppelsbach (Stadl-Predlitz) und dann Besitzer der Herrschaft Ottmanach. Erbe der Herrschaft wurde sein Sohn Eduard. Er war wirkliches Mitglied der k.k. steiermärkischen Landwirtschaftsgesellschaft.
Vom 17. Juli 1848 bis zum 4. März 1849 war er Abgeordneter im Provisorischen Kärntner Landtag.